# Jared Christopher Monti

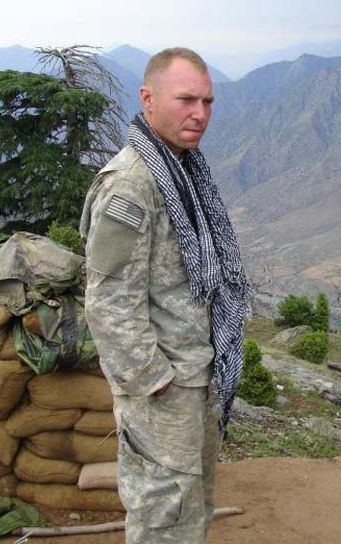
Jared Monti in Afghanistan

Jared Christopher Monti (* 20. September 1975 in Abington, Massachusetts, USA; † 21. Juni 2006 in Gowardesh, Nuristan, Afghanistan) war ein Sergeant First Class der United States Army, der bei einem Einsatz im Afghanistan-Krieg tödlich verwundet wurde und postum die Medal of Honor, die höchste Tapferkeitsauszeichnung der US-Streitkräfte erhielt.

## Frühes Leben
Jared Monti wuchs in Raynham, Massachusetts auf und absolvierte 1994 die Bridgewater-Raynham Regional High School. Er hatte sich bereits im März 1993 zur Army eingeschrieben und absolvierte deren Grundausbildung im Fort Sill, Bundesstaat Oklahoma, wo er außerdem zum Vorgeschobenen Beobachter ausgebildet wurde. Er absolvierte noch weitere Ausbildungen und auch Auslandseinsätze in Bosnien und Kosovo, ehe er als Staff Sergeant der 3rd Squadron, des 71st Cavalry Regiment, 3rd Brigade Combat Team, der 10. US-Gebirgsdivision, im Februar 2006 in Afghanistan zum Einsatz kam.

## Tod und Medal of Honor
Im Juni 2006 war er als stellvertretender Kommandant eines aus 16 Soldaten bestehenden Teams, sowie als Leiter des Beobachtertrupps dieser Einheit, in der afghanischen Provinz Nuristan eingesetzt, um mögliche gegnerische Ansammlungen im Gremen Valley, nahe der pakistanischen Grenze aufzuklären. Am Abend des 17. Juni wurde das Team bei Baz-Gal abgesetzt und marschierte die nächsten drei Tage durch das gebirgige Gelände, wobei sie sich ausschließlich nachts und am frühen Morgen bewegten und tagsüber Beobachtungspositionen bezogen. Am 20. Juni stoppte das Team auf einem über 2.600 m hohen Berg, genannt Mountain 2610, da dieser eine gute Beobachtungsposition über das umliegende Gelände bot. Am nächsten Morgen, als ihre Nahrungsmittelvorräte bedenklich knapp geworden waren, riefen sie per Funk einen Black Hawk, der gegen 13:30 Uhr an einer etwa 150 m entfernten Stelle neue Vorräte abwarf und wieder davonflog. Bei der Abholung der Verpflegung bemerkte Spc. Max Noble in der Ferne einen männlichen Einheimischen und stellte durch ein Fernglas fest, dass dieser sie mit einem Binokular beobachtete, danach einen Rucksack aufnahm und weiterzog. Für die kommende Nacht sicherten sie deshalb ihr Camp weiträumiger ab.
Gegen 18:45 Uhr wurde die US-Einheit aus Norden und Nordwesten von etwa 50 Taliban-Kämpfern angegriffen und massiv beschossen. Monti befahl seinen Männern in Deckung zu gehen und das Feuer zu erwidern, ehe er per Funk Artillerie- und Luftunterstützung anforderte. Er erkannte, dass eine Gruppe Taliban versuchte seine Position zu flankieren und schlug diese durch Gewehrfeuer und eine Handgranate zurück. Inzwischen war ein US-Soldat gefallen und ein weiterer schwer verwundet, es war Spc. Brian Bradbury, er lag dabei genau zwischen den eigenen und den feindlichen Truppen auf offener Fläche. Der Kommandant des Scharfschützenteams wollte daraufhin den Verwundeten bergen, wurde jedoch von Monti zurückgehalten, da er es als zu gefährlich ansah. Stattdessen versuchte Monti selbst Bradbury zu erreichen, wurde jedoch nur wenige Meter vor ihm durch starkes MG- und RPG-Feuer zurückgeworfen. Ein zweiter Versuch scheiterte ebenso am schweren Feuer der Taliban, weshalb Monti einen dritten Versuch unternahm und erneut vorstürmte, jedoch durch die Explosion einer Granate beide Beine verlor und kurz darauf verstarb. Etwa zur gleichen Zeit setzten das angeforderte Artilleriefeuer und die Luftangriffe ein, die 22 Taliban töteten und die restlichen in die Flucht trieben. Spc. Bradbury verstarb kurze Zeit später auf dem Weg ins Feldlazarett.
Jared Monti wurde am 22. Juni 2006 postum zum Sergeant First Class befördert und am Massachusetts National Cemetery in Bourne (Massachusetts) beigesetzt. Am 17. September 2009 wurde er postum mit der Medal of Honor ausgezeichnet. US-Präsident Barack Obama übergab während einer Zeremonie im Weißen Haus die Auszeichnung an die Eltern von Jared Monti.
Zum Gedenken wurden außerdem eine Trainingseinrichtung im Fort Sill, eine Brücke in Raynham und der Combat Outpost Monti in Afghanistan nach ihm benannt.